# Дубинский, Анания Ефремович
Ана́ния Ефре́мович Дуби́нский (1857, Троки, Виленская губерния — 4 [17] января 1913, Троки, Виленская губерния) — караимский газзан и меламмед.

## Биография
Родился в Троках в небогатой караимской семье. Окончил мидраш со званием «рибби», что при трокском гахаме И.-Б. З. Каплановском было достаточно нелегко. Желал продолжить своё образование, но это стало невозможным из-за кончины отца. С 1899 по 1903 год служил газзаном и учителем древнееврейского языка в Херсоне, который вынужден был покинуть ввиду трудного материального положения. Занимался земледелием и торговлей. Частным образом давал уроки древнееврейского языка караимской молодёжи, стараясь привить ей любовь к родной литературе. Последние годы жизни служил младшим газзаном в Троках. В 1911 году по поручению Трокского караимского духовного правления произвёл раскопки на старинном трокском караимском кладбище, где им было обнаружено надгробие врача Эзры бен Нисана га-Рофе (1595—1666), который по легенде вылечил от тяжёлой болезни дочь польского короля Яна Казимира. 30 октября 1911 года участвовал в церемонии закладки первой в городе Вильне кенассы.
Был автором неопубликованных богословских трудов и религиозной поэзии на древнееврейском языке в честь различных общественных событий. 
Умер в 1913 году в Троках.